# (842) Kerstin
Pour les articles homonymes, voir Kerstin.
(842) Kerstin est un astéroïde de la ceinture principale découvert le 1er octobre 1916 par l'astronome allemand Max Wolf.
Sa désignation provisoire était 1916 AM.